# Podvodno zavarivanje
Podvodno zavarivanje i drugi podvodni radovi koje izvode ronioci u cilju održavanja brodova, podmornica, platformi, cjevovoda itd., vrlo su složene i skupe aktivnosti, te su zbog poznatih fizikalnih ograničenja ljudskog tijela ronioci izloženi visokom riziku. Organizacija takvih poslova zahtijeva veliki broj visokostručnih ljudi i mobilizaciju ogromne količine opreme. Nezamjenjivu ulogu u održavanju podvodnih konstrukcija imaju ispitivanja bez razaranja i postupak mokrog podvodnog zavarivanja, kojim se vrlo brzo i uspješno mogu izvesti sanacije lomova konstrukcijskih elemenata na licu mjesta, a u slučaju dobre pripreme i organizacije moguća je izvedba ugradbenih (montažnih) zavarenih spojeva.

## Mokro podvodno zavarivanje
Mokro podvodno zavarivanje je tehnika koja se najčešće koristi za izvođenje podvodnih zavarivačkih radova. Svojstveno je da se mjesto na kome se izvodi zavarivanje ne odvaja od vode, nego se zavaruje u vodenoj atmosferi, tako da je i sam zavarivač izložen vodenom okruženju. Koristi se uglavnom postupak ručnog elektrolučnog zavarivanja (REL) obloženom elektrodom, koja je posebno pripremljena za takve uvjete rada. Iako se mokro podvodno zavarivanje najviše koristi na dubinama do 50 metara, napravljeni su pokusi i na dubinama većim od 100 metara, ali je zbog visokog hidrostatskog tlaka održavanje električnog luka otežano, a kvaliteta zavarenog spoja je upitna.
Potrebno je obratiti pozornost na sigurnost zavarivača, posebno na većim dubinama, gdje se moraju osigurati dodatne mjere opreza. Prednosti tehnike mokrog podvodnog zavarivanja su višestruke u odnosu na suho podvodno zavarivanje. Osim velike ekonomičnosti i fleksibilnosti, što podrazumijeva mobilnost i brzo izvođenje radova što znatno snižava cijenu operacije, zavarivač može vrlo brzo promijeniti poziciju na kojoj radi te doseći teško pristupne dijelove konstrukcije. Cijena opreme za mokro podvodno zavarivanje je višestruko niža u odnosu na opremu za suho podvodno zavarivanje.
Nedostaci tehnike se prvenstveno odnose na posljedice direktne izloženosti mjesta zavarivanja i električnog luka vodi. Kontakt vode i zavarenog spoja uzrokuje visoki gradijent hlađenja, što rezultira lošim mehaničkim svojstvima. Zbog uključaka i poroziteta postoji veći broj koncentracija naprezanja. Ako se koristi odgovarajuća oprema, uz odgovarajuću tehniku rada i posebno školovane zavarivače-ronioce, moguće je izbjeći sve nedostatke do te mjere, da se podvodni zavareni spojevi načinjeni mokrom tehnikom mogu svojom
kvalitetom uspoređivati s onima načinjenima na zraku (A klasa zavara prema AWS D3.6 M :1999). Primjena mokrog podvodnog zavarivanja je izrazita kod popravaka oštećenja ili obnove podvodnih postrojenja. Dosad je zabilježeno više stotina sanacija pukotina ili obnova kod kojih je korištena tehnika mokrog podvodnog zavarivanja.

### Oprema za mokro podvodno zavarivanje
Oprema koja se koristi za podvodno mokro zavarivanje objedinjena je s određenim prilagodbama, od opreme za ronjenje i opreme za zavarivanje. Ronilačka oprema uključuje suho ronilačko odijelo, masku za suho odijelo (engl. Full face), crijevo za vanjsku dobavu (što podrazumijeva žičanu vezu za komunikaciju) i crijevo za dobavu zraka, te spremnik zraka na površini s regulacijskim manometrom. Zavarivačka oprema se sastoji od istosmjernog izvora struje, s obvezno sniženim naponom praznog hoda, posebnih kabela s pojačanom izolacijom, pištolja za zavarivanje (držač elektrode), te elektroda za mokro podvodno zavarivanje. Potrebno je naglasiti da uz zavarivača-ronioca u vodi, na površini postoji pomoćni tim koji je s roniocem u stalnoj komunikaciji. Pomoćni tim se brine za opskrbu zrakom, dobavu alata i elektroda, regulaciju parametara zavarivanja (na zahtjev zavarivača), kao i ostalih sigurnosnih elemenata (npr. prekidanje strujnog kruga posebnom sklopkom ).
Organizacija rada ima veliku ulogu pri izvršavanju radnih aktivnosti, te se sve provodi po unaprijed dogovorenom planu i protokolu. U slučaju prekida veze ili nepredviđenih okolnosti ronioc izlazi iz vode kako bi se izbjegle moguće opasne situacije. Oprema za podvodno mokro zavarivanje mora zadovoljiti sve sigurnosne zahtjeve, a istovremeno se roniocu-zavarivaču moraju pružiti zadovoljavajući radni uvjeti, radi ograničenog vremena boravka pod vodom i ekonomičnosti samog procesa. Oprema se mora redovno održavati prema određenom planu, kako bi se produljio njen vijek trajanja i osigurala njena ispravnost u stvarnim uvjetima.
Ovisno o zahtjevima radnog zadatka, moguća je upotreba i dodatne opreme, poput sistema za stabilizaciju zavarivača (platforma ili košara, prihvatni magneti), posebnih naprava za pridržavanje i centriranje radnih komada ili npr. grijanih odjela, ako se radi u hladnijim
podnebljima. Uređaji koji se koriste kao izvor struje za mokro podvodno zavarivanje razlikuju se od onih koji se koriste na suhom. Uređaji za mokro podvodno zavarivanje moraju nadoknaditi svojstvene pojave koje se javljaju kod podvodnog zavarivanja, koje se
odnose na pad napona na dugim kabelima, problem nestabilnosti luka zbog visokog hidrostatskog pritiska, otežani prijenos rastaljenog dodatnog metala, promjenu parametara s promjenom dubine, te na visoke zahtjeve za sigurnost ronioca-zavarivača. Da bi se osigurali pogodni uvjeti za sve vrste podvodnih zavarivačkih radova, nužno je imati istosmjerni izvor koji može minimalno osigurati 300 A. Sa slabijim strojevima povećava se vrijeme rada, koje je jedan od vrlo važnih čimbenika u podvodnom zavarivanju, zbog uvjeta u kojima boravi zavarivač (hladna voda od koje prijeti pothlađivanje tijela i ograničenje s obzirom na količinu zraka u ronilačkim bocama i mogućnost boravka na većim dubinama).

### Podvodno rezanje
Primjena tehnike podvodnog rezanja šupljom elektrodom se najčešće bilježi pri ostvarenju podvodnih radova. Potrebna toplina se stvara električnim lukom, dok materijal izgara u struji kisika, koji pod određenim radnim tlakom prolazi kroz šuplju elektrodu. Koristi se istosmjerni izvor struje. Za optimalne rezultate rezanja potrebno je prilagoditi parametre, a to su tlak kisika, jačina struje i brzina rezanja. S povećanjem dubine potrebno je povećati tlak kisika, kako bi se prilagodilo porastu hidrostatskog tlaka. 

## Podvodno ispitivanje
Redovni ili izvanredni pregledi podmorskih konstrukcija ili plovila su nezamislivi bez metoda podvodnih ispitivanja bez razaranja. U kombinaciji s podvodnim zavarivanjem, moguće je brza djelovanje pri popravku i obnovi pukotina i oštećenja. Prilagodba tehnike
ispitivanja bez razaranja za rad u podvodnom okruženju je složena, te se zahtijeva korištenje posebne opreme, kako bi se dobili kvalitetni i upotrebljivi rezultati. Također, potrebno je da ronioci-ispitivači imaju odgovarajuće certifikate i veliko iskustvo pri radu s odgovarajućom
opremom. U otežanim radnim uvjetima otkrivanje greške je otežano, a problemi poput pravilnog postavljanja ultrazvučne sonde postaju na većim dubinama i pri slabijoj vidljivosti, uz prisutnost morske struje, pravi pothvat. Slično kao i kod podvodnog zavarivanja, obrazovanje i obuka kadrova predstavlja nužan preduvjet pri realizaciji podvodnih ispitivanja. Samo uz odgovarajuću podršku pomoćnog tima na površini, odgovarajuću opremu i osposobljene ronioce-ispitivače, moguća je izvedba podvodnog ispitivanja bez razaranja. 
Prilikom podvodnih radova najčešće se koriste ultrazvučna kontrola, magnetska kontrola, te vizualna kontrola. Kod ultrazvučnog ispitivanja, ronioc-ispitivač postavlja sondu na ispitno mjesto. Potrebno je napomenuti da mjesto ispitivanja mora biti na određeni način pripremljeno, tj. moraju se odstraniti rezultati korozije, morskog raslinja i sl. Signal se prenosi do uređaja na površini pored kojeg kvalificirana osoba otkriva nepravilnosti i pohranjuje podatke. Stalna telefonska veza između ronioca-ispitivača i operatera na površini, omogućava da se ispitaju točno određena mjesta. Kamerom se snima rad ronioca-ispitivača, te je moguće jednoznačno odrediti mjesto ispitivanja i analizirati rezultate. Kod rada na platformi ili bilo kojoj drugoj podvodnoj konstrukciji, mora se roniocu-ispitivaču osigurati stabilan oslonac, kako bi se vremenski optimizirao boravak ronioca pod vodom, te usredotočenost na samo ispitivanje.
Kod podvodnog ispitivanja magnetskim česticama potrebna su tri ronioca koja postupajući po unaprijed dogovorenom protokolu provode ispitivanje. Uz njih, pored zaslona na površini, nalazi se obučena osoba, koja analizira rezultat ispitivanja. Cjelokupni postupak se snima, tako da je moguće i naknadno pomnije razmotriti tijek i rezultate ispitivanja. Moraju se koristiti posebne magnetske čestice koje imaju negativnu plovnost, tj. talože se na radnom komadu. U slučaju kada postoje jake struje, vrlo je teško postaviti čestice na željeni položaj. Ronioc koji upravlja magnetom nanosi čestice na radni komad pomoću posebne tlačne posude. Nakon što se postigne željena gustoća čestica na radnoj poziciji, pokreće se magnetsko polje pomoću elektromagneta. Kada se magnetizirano mjesto osvijetli ultraljubičastim zrakama, vide se pokazatelji moguće pukotine. Rukovanje UV svjetiljkom je zadaća drugog ronioca, dok treći član podvodne ekipe sve snima kamerom, čiji se signal prenosi na zaslon na površini. Uz ovo je potrebno napomenuti da svaki ronioc ima svog pomoćnika na površini. Uz pomoćnike svakog od pojedinih ronioca, na površini se još nalaze i voditelj ronjenja, osoba za komunikaciju i snimanje podataka, te osoba osposobljena za ispitivanja bez razaranja. 
Vizualna kontrola se provodi pomoću kamere kojom upravlja ronioc ili je priključena na daljinski upravljanu autonomnu ronilicu (engl. Remote Operated Vehicle - ROV). ROV sustavi dolaze više do izražaja kod kontrole cjevovoda, dok se ronioci s kamerama više koriste kod platformi ili kod složenih konstrukcija, gdje bi upravljanje ROV-om bilo otežano. Signal s kamere se prenosi na zaslon računala na površini, gdje osoba osposobljena za vizualnu kontrolu analizira stanje konstrukcije. Postoji stalna telefonska veza između ronioca i površine, tako da se po potrebi određene kritične lokacije mogu pobliže i detaljnije analizirati. Signal s kamere se snima, tako da je omogućen višestruki pregled snimke.